# Джефри Лийбър
Джефри Лийбър (на английски: Jeffrey Lieber) е американски телевизионен и филмов сценарист, роден в Еванстън, Илинойс, САЩ.
ABC наема Лийбър да напише пилотен епизод за сериала им „Изгубени“. Първоначалният скрипт, тогава озаглавен „Никъде“, е реалистична драматична поредица, вдъхновена от „Повелителят на мухите“ и „Корабокрушенецът“. Докато проектът се развива, ABC са недоволни от направлението на Лийбър и се свързват с Джей Джей Ейбрамс и Деймън Линдълоф, които да направят препис. След арбитраж Лийбър е официално потвърден от Гилдията на сценаристите на Америка като един от създателите на „Изгубени“.